# Kanadský retrívr
Kanadský retrívr, novoskotský retrívr anebo oficiálním názvem podle Českomoravské kynologické unie Nova Scotia Duck Tolling Retriever, zkráceně toller, je psí plemeno původem z Kanady, konkrétně poloostrova Nové Skotsko . Je jedním z šesti plemen loveckých psů přinašečů, retrívrů, a zároveň nejmenší a nejmladší z této skupiny. V České republice je to běžně chované plemeno.

## Historie
Zmínky o tomto plemenu lze nalézt už v dokumentech ze 17. století. Plemeno vzniklo křížením svatojánského vodního psa (St. John's water dog, dnes již neexistující předchůdce retrívrů) s hnědými kokršpaněly a irskými setry – odtud původ barvy . Důležitý chovný pár svatojánských psů byli tmavočervený pes Tailor a černá fena Canton, kteří byli ve šlechtění používání a od nich se odvozuje původ všech kanadských retrívrů . Také se spekuluje o křížení se zlatými retrívry, chesapeaky a sheltiemi – odtud menší vzrůst a více vyvinutý hlídací pud . Původní a neustálený název plemene byl „Yarmounth Toller“, současný název získalo plemeno až při uznání kanadským kennel clubem , které proběhlo roku 1945. 1981 uznalo plemeno nova scotia duck tolling retrívr FCI.
Nejrozšířenější chov tohoto plemene je v Dánsku, Švédsku a Kanadě . Do České republiky se dostal až v roce 1996, v roce 2015 byl založen klub majitelů a příznivců tohoto plemene http://toller-klub.cz/

### Etymologie

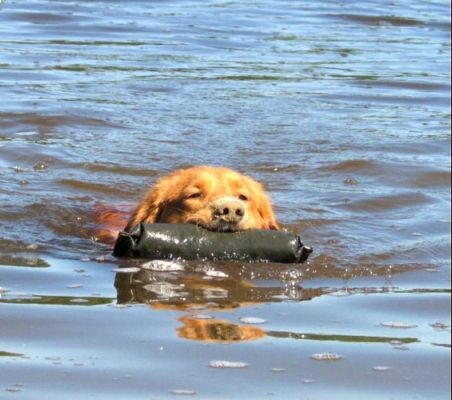
Plavající retrívr

Název Nova Scotia duck tolling retrívr je stručným popisem plemene. To pochází z Nového Skotska (Nova Scotia) a používalo se při lovu, respektive lákání (tolling) kachen (duck). Pes vesele pobíhající na břehu řeky nebo jezera přitahoval pozornost zvědavých kachen a leckdy se za ním táhlo celé hejno. Lovec, který z úkrytu psa sledoval, tak dostal příležitost k výstřelu. Usmrcenou zvěř pak pes přinášel (retriever = přinášeč).

## Povaha

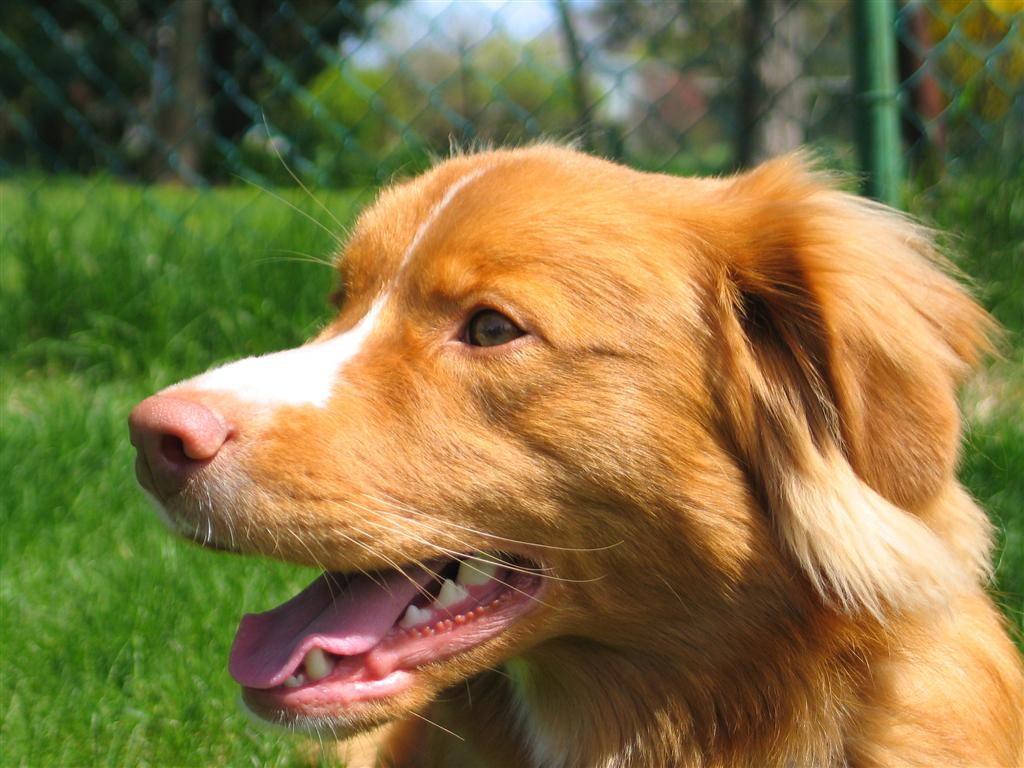
Tento Toller má sytou oranžovou barvu srsti a "liščí" tvar hlavy, který je pro plemeno žádoucí.

Kanadský retrívr je příjemný pes s jiskrným temperamentem a vřelým vztahem k lidem obecně a ke svému majiteli zvlášť. Pes je přátelský, hravý, čilý a s nekomplikovanou povahou. Je velice inteligentní a dobře poslouchá. Dobře socializovaný jedinec nevykazuje známky agresivity, ale je schopný štěkáním odradit nečekané návštěvníky.
Jedná se o psa společenského, který není vhodný k celoživotnímu uzavření do kotce nebo přivázání na řetěz. Rád tráví čas se svou rodinou, nejlépe pak aktivně. Jako silný a schopný plavec je talentovaným a schopným aportérem ve vodě i na pevné zemi. Aportování je u většiny jedinců až fanatické. Díky snadné motivaci pomocí předmětu se psi velmi lehce cvičí.

## Péče

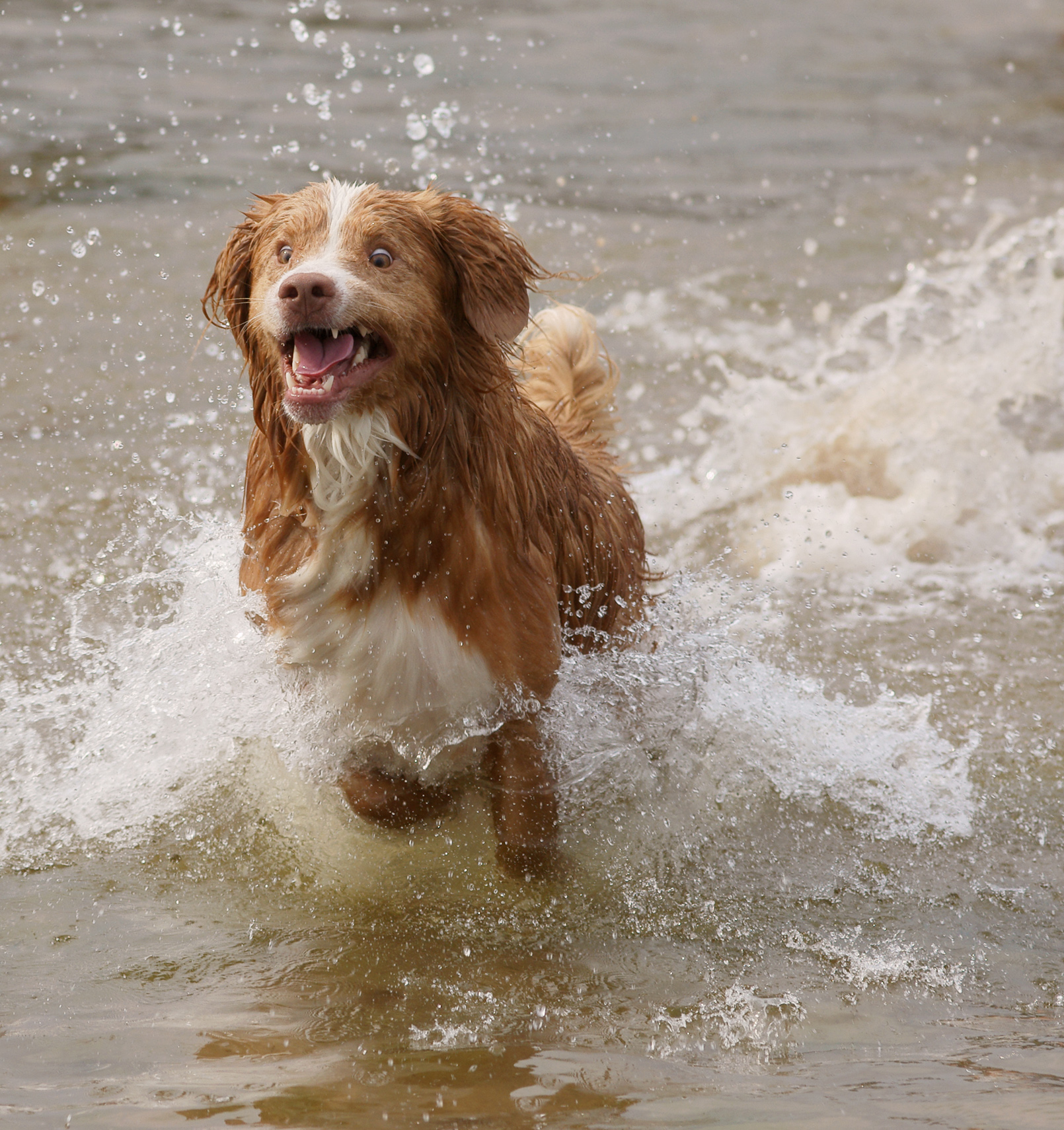
Tolleři jsou dobře přizpůsobení pro vodu

Plemeno je nenáročné z pohledu výživy i péče o srst. Středně dlouhá srst nepotřebuje úpravu a jako údržba plně postačí pravidelné česání a kartáčování. Příliš časté koupání v teplé vodě s mýdlem nebo šamponem psovi nesvědčí, koupele v přírodní čisté vodě naopak mají kladný dopad na kvalitu srsti i celkové zdraví psa, bez ohledu na momentální počasí.
Nova Scotia Duck Tolling Retriever potřebuje pravidelný pohyb. Posedávání na zápraží nebo u televize mu nesvědčí. Je to velmi přizpůsobivý pes. Doma nic neničí a v klidu vyčkává, až si na něj majitel udělá čas. V momentě, kdy se tak ale stane, stává se z něj aktivní společník schopný mnoha psích sportů.

## Využití
Stejně jako ostatní retrívři byl původně psem loveckým a v celé řadě zemí včetně České republiky se stále v myslivosti využívá. Pro svoji ovladatelnost, přátelskou povahu a výborný vztah k lidem všech věkových kategorií ale se stále více uplatňuje jako pes společenský.
Výchova tohoto retrívra je velice snadná a tak plemeno nabízí mnohá využití, jakými je WT, agility, flyball, dogfrisbee, dogtrekking, nosework, sportovní i služební výcvik či canisterapie. S rozšiřováním plemene přibývá i jedinců pracujících aktivně jako pes záchranářský.